# Internationaux de Strasbourg 2020
Internationaux de Strasbourg 2020 - жіночий тенісний турнір, що проходив на кортах з ґрунтовим покриттям Tennis Club de Strasbourg у Страсбургу (Франція). Належав до категорії International в рамках Туру WTA 2020. Відбувсь утридцятьчетверте і тривав з 20 до 26 вересня 2020 року.

## Очки і призові
| Дисципліна              | П   | Ф   | ПФ  | ЧФ | 1/8 | 1/16 | Q   | Q2  | Q1  |
| Жінки, одиночний розряд | 280 | 180 | 110 | 60 | 30  | 1    | 18  | 12  | 1   |
| Жінки, парний розряд    | 280 | 180 | 110 | 60 | 1   | Н/Д  | Н/Д | Н/Д | Н/Д |

### Розподіл призових грошей
| Дисципліна              | П       | F       | ПФ      | ЧФ     | 1/8    | 1/16   | Q2     | Q1   |
| Жінки, одиночний розряд | $43,000 | $21,400 | $11,500 | $6,175 | $3,400 | $2,100 | $1,020 | $600 |
| Жінки, парний розряд    | $12,300 | $6,400  | $3,435  | $1,820 | $960   | Н/Д    | Н/Д    | Н/Д  |

## Учасниці основної сітки в одиночному розряді

### Сіяні учасниці
| Країна    | Гравчиня            | Рейтинг1 | Сіяна |
| --------- | ------------------- | -------- | ----- |
| Чехія     | Кароліна Плішкова   | 3        | 1     |
| США       | Софія Кенін         | 4        | 2     |
| Україна   | Еліна Світоліна     | 5        | 3     |
| Білорусь  | Арина Соболенко     | 11       | 4     |
| Казахстан | Олена Рибакіна      | 17       | 5     |
| Чехія     | Маркета Вондроушова | 19       | 6     |
| США       | Алісон Ріск         | 20       | 7     |
| Естонія   | Анетт Контавейт     | 21       | 8     |

- Рейтинг подано станом на 31 серпня 2020.

### Інші учасниці
Учасниці, що отримали вайлд-кард на участь в основній сітці:
- Кікі Бертенс
- Clara Burel
- Полін Пармантьє

Нижче наведено гравчинь, які пробились в основну сітку через стадію кваліфікації:
- Крістіна Макгейл
- Greet Minnen
- Ellen Perez
- Чжан Шуай

## Учасниці основної сітки в парному розряді

### Сіяні
| Країна | Гравчиня           | Країна     | Гравчиня        | Рейтинг1 | Сіяна |
| ------ | ------------------ | ---------- | --------------- | -------- | ----- |
| США    | Ніколь Меліхар     | Нідерланди | Демі Схюрс      | 24       | 1     |
| Канада | Габріела Дабровскі | Латвія     | Олена Остапенко | 27       | 2     |
| Японія | Аояма Сюко         | Японія     | Ена Сібахара    | 50       | 3     |
| США    | Гейлі Картер       | Бразилія   | Луїза Стефані   | 75       | 4     |

- 1 Рейтинг подано станом на 17 серпня 2020.

### Інші учасниці
Пари, що отримали вайлд-кард на участь в основній сітці:
- Clara Burel /  Diane Parry

## Фінальна частина

### Одиночний розряд
- Еліна Світоліна -  Олена Рибакіна, 6–4, 1–6, 6–2.

Для Світоліної це був 2-й титул WTA в одиночному розряді за сезон і 15-й - за кар'єру.

### Парний розряд
- Ніколь Меліхар /  Демі Схюрс -  Гейлі Картер /  Луїза Стефані, 6–4, 6–3.

Для Меліхар це був 2-й титул в парному розряді за сезон і 8-й за кар'єру. Для Схюрс це був 2-й титул в парному розряді за сезон і 12-й за кар'єру. Це був їхній перший титул в складі однієї пари.